# 1997-es Formula–1 brit nagydíj
A brit nagydíj volt az 1997-es Formula–1 világbajnokság kilencedik futama.

## Futam
A brit nagydíjon Villeneuve indult az első helyről, Frentzen, Häkkinen és Schumacher előtt. Frentzen autója a startnál a rajtrácson ragadt, emiatt meg kellett ismételni a rajtot. A német a boxutcából indult a második rajtnál, de még az első körben kiesett baleset miatt. Villeneuve vezette a versenyt, de boxkiállásánál egyik kerekének anyacsavarjával probléma történt, emiatt a kanadai fél percet veszített a boxban. Később Michael Schumacher 40 másodperc előnnyel haladt az élen, de az egyik csapágya tönkrement, emiatt kiesett. Ezután Mika Häkkinen a vezetett, úgy tűnt, megszerzi élete első futamgyőzelmét, de motorhiba miatt kiesett, így a vezetést Villeneuve szerezte vissza. Irvine is technikai probléma miatt adta fel a futamot. Villeneuve nyerte a versenyt, mögötte a két Benetton ért célba. Alesi második, a harmadik versenyét teljesítő Wurz pedig harmadik lett. Damon Hill hatodik helyével megszerezte az Arrows első pontját.
| Helyezés | #  | Versenyző             | Csapat/Motor      | Futott körök | Idő/Kiesés oka | Rajthely | Pontszám |
| -------- | -- | --------------------- | ----------------- | ------------ | -------------- | -------- | -------- |
| 1        | 3  | Jacques Villeneuve    | Williams-Renault  | 59           | 1:28:01,665    | 1        | 10       |
| 2        | 7  | Jean Alesi            | Benetton-Renault  | 59           | +10,205        | 11       | 6        |
| 3        | 8  | Alexander Wurz        | Benetton-Renault  | 59           | +11,296        | 8        | 4        |
| 4        | 10 | David Coulthard       | McLaren-Mercedes  | 59           | +31,229        | 6        | 3        |
| 5        | 11 | Ralf Schumacher       | Jordan-Peugeot    | 59           | +31,880        | 5        | 2        |
| 6        | 1  | Damon Hill            | Arrows-Yamaha     | 59           | +1:13,552      | 12       | 1        |
| 7        | 12 | Giancarlo Fisichella  | Jordan-Peugeot    | 58           | +1 kör         | 10       |          |
| 8        | 14 | Jarno Trulli          | Prost-Mugen-Honda | 58           | +1 kör         | 13       |          |
| 9        | 17 | Norberto Fontana      | Sauber-Petronas   | 58           | +1 kör         | 14       |          |
| 10       | 21 | Tarso Marques         | Minardi-Hart      | 58           | +1 kör         | 21       |          |
| 11       | 15 | Nakano Sindzsi        | Prost-Mugen-Honda | 57           | Motorhiba      | 15       |          |
| Kiesett  | 9  | Mika Häkkinen         | McLaren-Mercedes  | 52           | Motorhiba      | 3        |          |
| Kiesett  | 23 | Jan Magnussen         | Stewart-Ford      | 50           | Motorhiba      | 16       |          |
| Kiesett  | 18 | Jos Verstappen        | Tyrrell-Ford      | 45           | Motorhiba      | 20       |          |
| Kiesett  | 6  | Eddie Irvine          | Ferrari           | 44           | Féltengely     | 7        |          |
| Kiesett  | 19 | Mika Salo             | Tyrrell-Ford      | 44           | Motorhiba      | 18       |          |
| Kiesett  | 16 | Johnny Herbert        | Sauber-Petronas   | 42           | Elektronika    | 9        |          |
| Kiesett  | 5  | Michael Schumacher    | Ferrari           | 38           | Kerékcsapágy   | 4        |          |
| Kiesett  | 22 | Rubens Barrichello    | Stewart-Ford      | 37           | Motorhiba      | 22       |          |
| Kiesett  | 2  | Pedro Diniz           | Arrows-Yamaha     | 29           | Motorhiba      | 17       |          |
| Kiesett  | 4  | Heinz-Harald Frentzen | Williams-Renault  | 0            | Ütközés        | 2        |          |
| Kiesett  | 20 | Katajama Ukjó         | Minardi-Hart      | 0            | Kicsúszás      | 19       |          |

## A világbajnokság élmezőnyének állása a verseny után
| H  | Versenyzők            | Pont | H  | Konstruktőrök     | Pont |
| -- | --------------------- | ---- | -- | ----------------- | ---- |
| 1. | Michael Schumacher    | 47   | 1. | Ferrari           | 65   |
| 2. | Jacques Villeneuve    | 43   | 2. | Williams-Renault  | 62   |
| 3. | Jean Alesi            | 21   | 3. | Benetton-Renault  | 35   |
| 4. | Heinz-Harald Frentzen | 19   | 4. | McLaren-Mercedes  | 24   |
| 5. | Eddie Irvine          | 18   | 5. | Prost-Mugen-Honda | 16   |

## Statisztikák
Vezető helyen:
- Jacques Villeneuve: 36 (1-22 / 38-44 / 53-59)
- Michael Schumacher: 15 (23-37)
- Mika Häkkinen: 8 (45-52)

Jacques Villeneuve 8. győzelme, 9. pole-pozíciója, Michael Schumacher 28. leggyorsabb köre.
- Williams 100. győzelme